# Isabella Summers
Isabella Janet Florentina Summers (född 31 oktober 1980) är en engelsk musiker, låtskrivare och producent. 
Summers är mest känd för att vara "Machine" i Engelska indierockbandet Florence and the Machine.
Summers har skrivit, producerat och remixat låtar för artister som Beyoncé, Juliette Lewis, Iggy Azalea, Jasmine Thompson, Cara Delevingne, Kacy Hill, Jessica Simpson, Chloe x Halle, Flux Pavilion, Rita Ora, och The Game. 

## Bakgrund
Summers föddes i London, och träffade Florence Welch då Summers var barnvakt åt Welchs syster Grace. När Summers var nio år gammal, flyttade hennes familj till Aldeburgh. Under sina tonår, fick Summers ett intresse för musik och speciellt Hiphop, då hon umgicks med killar som "rökte gräs och lyssnade på hip hop".
Summers flyttade tillbaka till London för att studera på Central Saint Martins College of Art and Design. Hon köpte sin första MPC (Music Production Computer) och började producera hiphop och remixer av lokala indieband. 
2006 träffades Summers och Welch och skapade musik tillsammans.